# Дружба (стадіон, Бахчисарай)
Стадіон «Дружба» — стадіон у місті Бахчисарай АР Крим. Вміщує 4500 глядачів. Стадіон був тимчасовою домашньою ареною для клубу «Севастополь», через його проблеми з домашнім стадіоном.

## Історія
У 2003 році на честь 500-річчя Бахчисарая на стадіоні була проведена реконструкція. Також зі стадіону розпочалася урочиста церемонія відкриття свята.
З 2009 року «Дружба» стала домашнім стадіоном клубу «Севастополь», який виступав у Першій лізі України. Перший матч 29 березня 2009 року проти алчевської «Сталі» (0:0), на поєдинку були присутні близько 2000 глядачів.
Після окупації Криму росіянами в 2014 році, на стадіоні виступали «клуби», створені місцевими колаборантами — т. зв. КФУ (Сімферополь) та «Кизилташ» (Бахчисарай). Станом на січень 2016 року газон футбольного поля перебував у незадовільному стані, через небажання місцевої колабораційної влади вкладати кошти в стадіон. Того ж року колаборанти з «Кримського Футбольного Союзу» дискваліфікували стадіон, через невідповідність вимогам для проведення футбольних змагань.

## Опис стадіону
На стадіоні є пластикові сидіння. Одним з мінусів стадіону є те, що роздягальня знаходиться не під стадіоном, а в окремій будівлі, також роздягальня знаходиться в поганому стані.